# Márokpapi
Márokpapi is een plaats (község) en gemeente in het Hongaarse comitaat Szabolcs-Szatmár-Bereg. Márokpapi telt 456 inwoners (2001).